# 미하일 킴
미하일 바실리예비치 킴(러시아어: Михаи́л Васи́льевич Ким, 1907년 8월 8일~1970년 9월 4일)은 소련의 수력공학자이자, 지구물리학자이다. 1966년에 영구동토 공학에 대한 연구 성과로 레닌상을 받았다.